# Kreuz (Gebäudemarkierung)

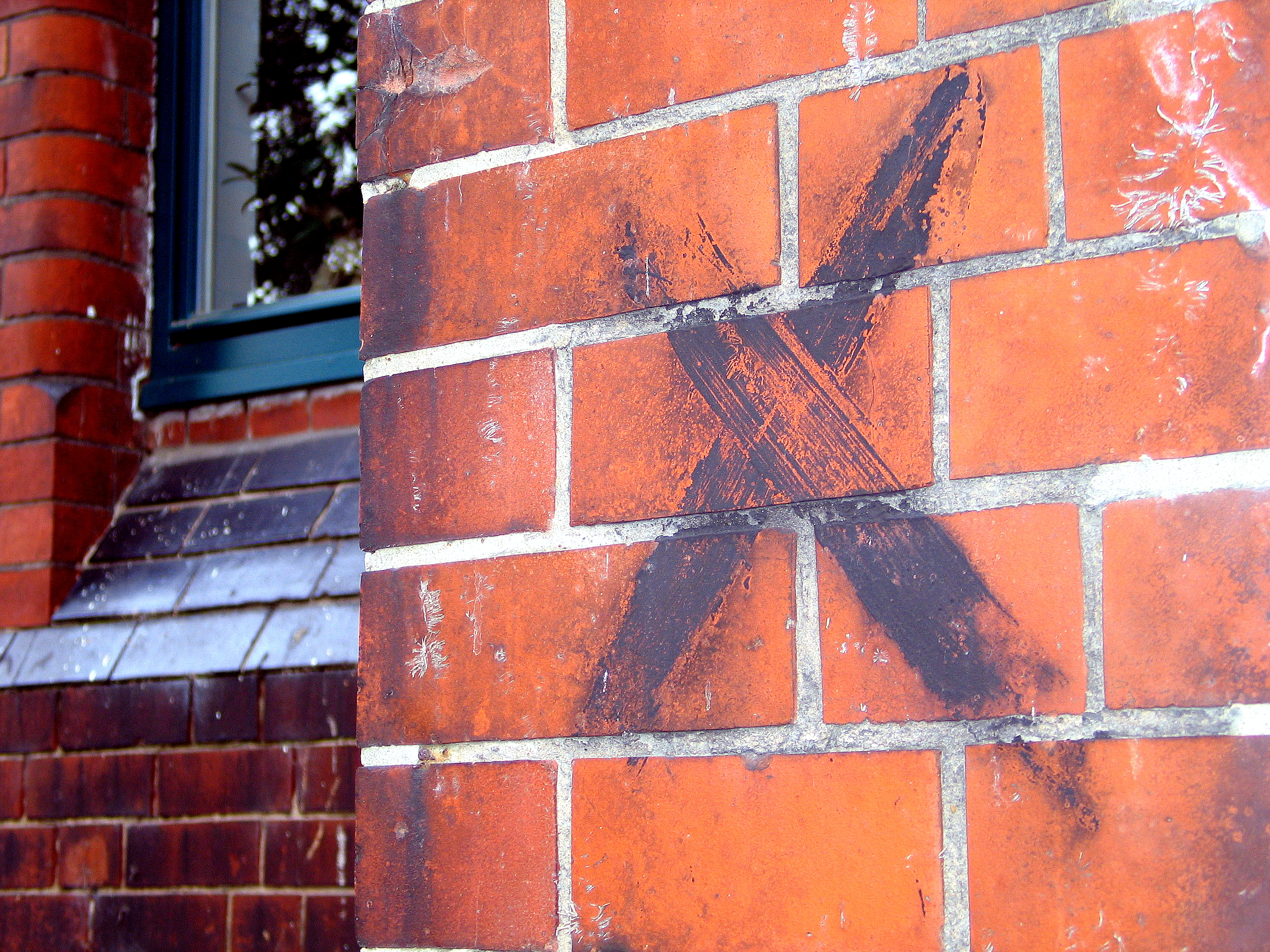
Bis heute kündet ein schwarzes Kreuz am Haus Mohrmann von den Luftangriffen auf Hannover: „Auf Leichen durchsucht.“

Ein einfaches Kreuz, mit dem Überlebende insbesondere zur Zeit des Zweiten Weltkrieges Häuser kennzeichneten, die nach Luftangriffen durch Fliegerbomben beschädigt oder zerstört worden waren. Nach dem Ende der jeweiligen Fliegeralarme durchsuchten Menschen die Ruinen nach Überlebenden und Leichen und markierten anschließend die Gebäude, um andere über die bereits erfolgte Durchsuchung zu benachrichtigen.

## Bekannte Beispiele

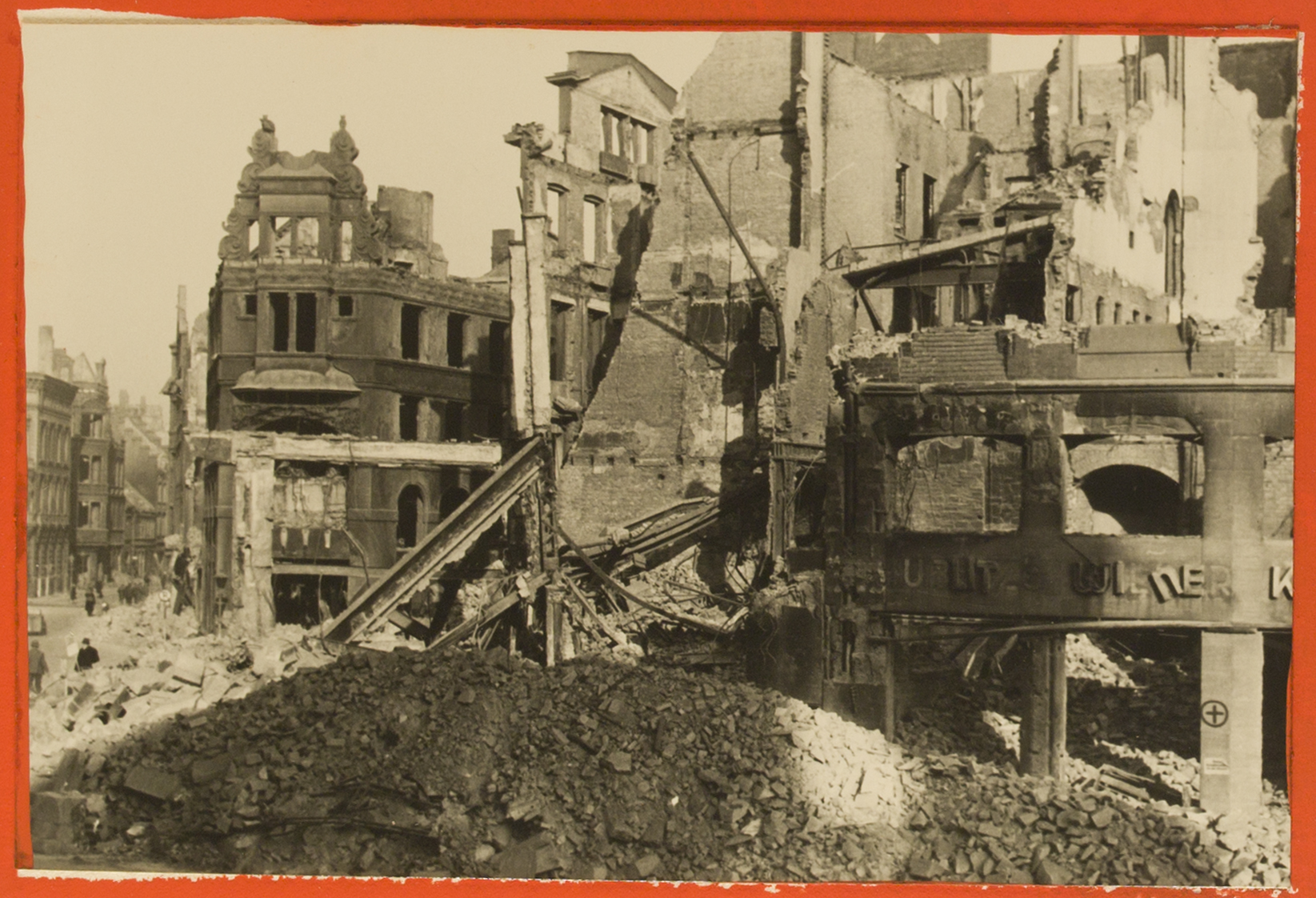
1945, Blick vom Kröpcke in die Georgstraße in Richtung Steintor: Nach den Luftangriffen bot sich den Hannoveranern insbesondere in der Innenstadt ein Bild der Verwüstung; im Bild unten rechts ist das Kreuz für die bereits erfolgte Durchsuchung zu sehen;
Fotografie von Edmund Lill

Ein Beispiel für eine bereits erfolgte Durchsuchung nach Leichen findet sich auf einer Aufnahme des Fotografen Edmund Lill, der um 1945 am Kröpcke in Hannover die Zerstörung seiner eigenen Geschäftsräume an der Georgstraße Ecke Andreaestraße dokumentierte. Vom Standpunkt der dortigen Bahnhofstraße fotografierte Lill mit Blick in Richtung Steintor die bereits zu Schuttbergen zusammengeräumten Trümmer, zwischen denen sich Überlebende bewegten.
Ein Beispiel für ein noch existierendes Kreuz-Kennzeichen findet sich noch heute am Haus Mohrmann im hannoverschen Stadtteil Hannover-Nordstadt, wo bei der Sanierung des denkmalgeschützten Gebäudes das originale Kreuz für die Nachwelt erhalten wurde.
Nach den Bombenangriffen auf Dresden am 13. Februar 1945 übernahmen zahlreiche italienische Aufräumkommandos von Zwangsarbeitern die Trümmerbeseitigung und Bergung der Toten. „Jedes Haus, in dem sich Tote befanden, war durch ein weißes Kreuz an der Hauswand gekennzeichnet.“
Die Schriftstellerin Elke Vesper schrieb im vierten Teil ihrer Saga um die Hamburger Familie Wolkenrath: „Man hatte noch nicht alle Keller nach den Toten durchsucht. Täglich fanden Sprengungen zerschmetterter Häuser statt, gleichgültig, ob sie betretbar waren oder nicht. Man erkannte diese Häuser daran, dass sie mit einem schwarzen oder roten Kreuz gekennzeichnet waren. Es gab auch grüne und schwarze Kreise. Oder den Anschlag: "Dieses Haus ist durchsucht."“

## Varianten
Es gab verschiedene Varianten des zumeist schwarz aufgemalten Kreuzes:
1. wie der Buchstabe X oder ein schwarzes Andreaskreuz
2. wie ein senkrecht stehendes, christliches Totenkreuz oder auch ein Pluszeichen, jeweils mit einem Kreis um das Symbol